# سودکلا
سودکلا، روستایی است از توابع بخش دودانگه شهرستان ساری در استان مازندران ایران.

## جمعیت
این روستا در دهستان بنافت قرار داشته و براساس آخرین سرشماری مرکز آمار ایران که در سال ۱۳۹۵ صورت گرفته، جمعیت آن ۱۵۷نفر (۵۷خانوار) بوده‌است.

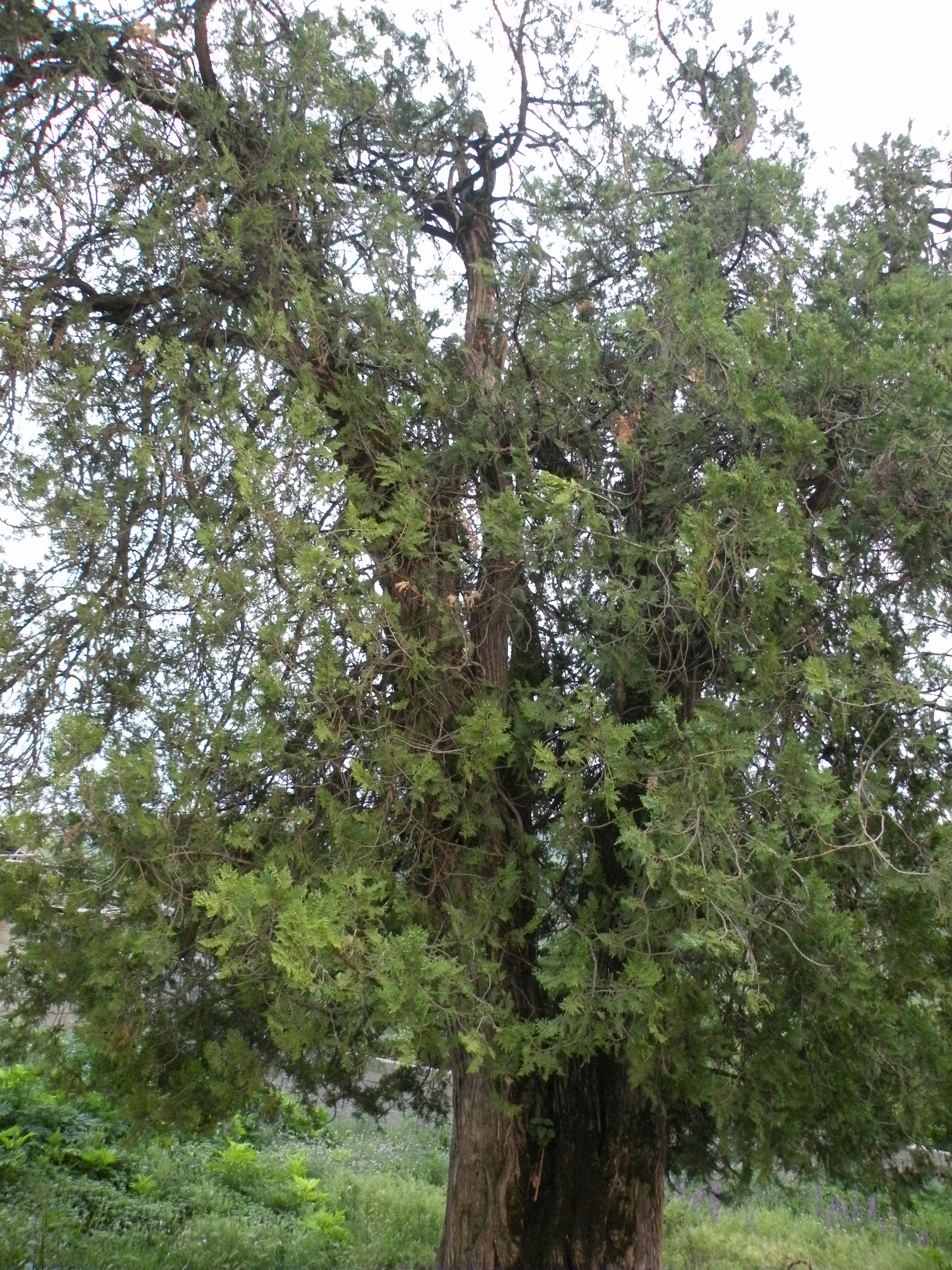
درخت کهنسال ارس، سودکلا

## اماکن تاریخی

### آستان درویش علی حاجی

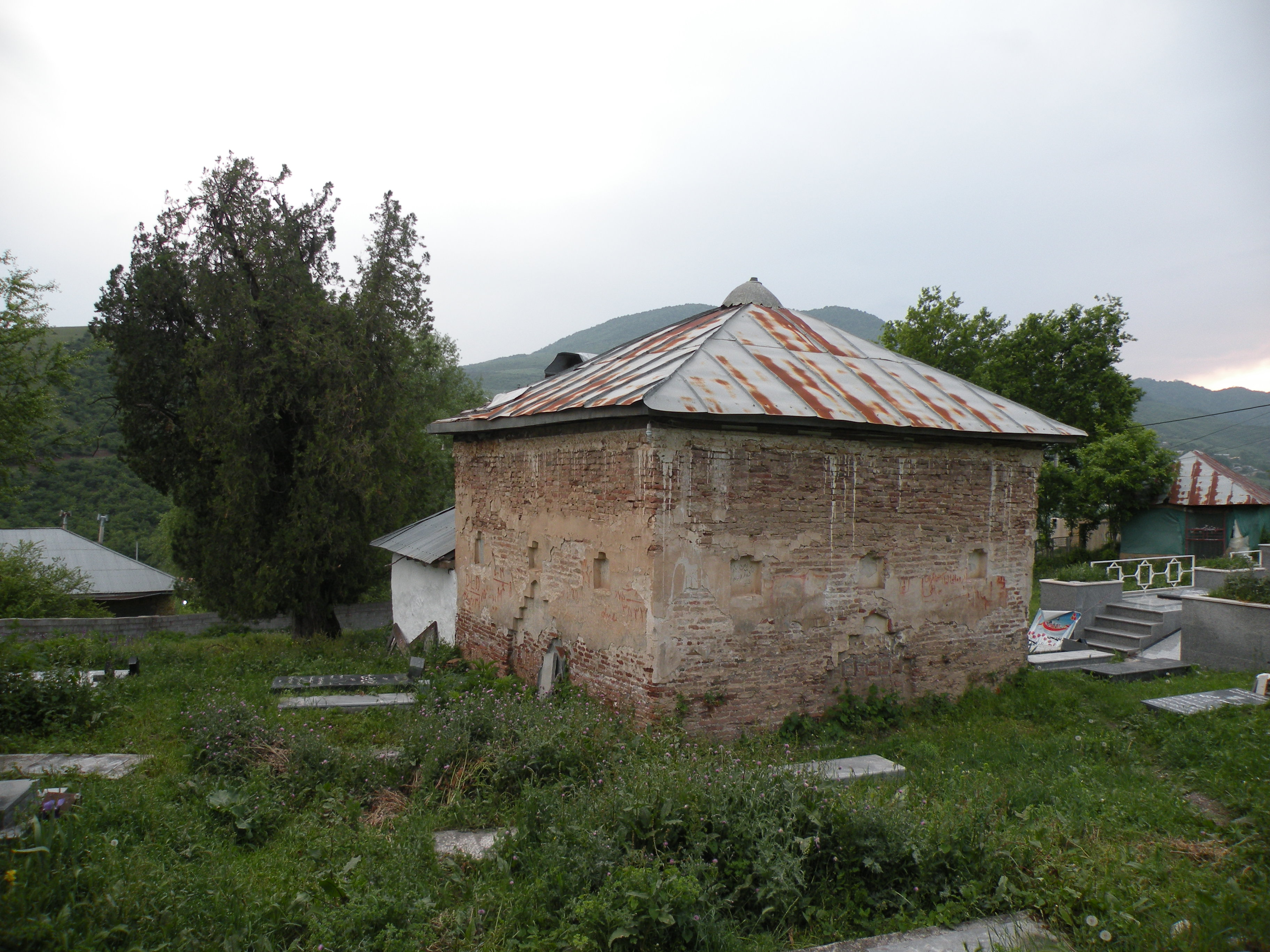
درویش علی حاجی سودکلا ،فروردین 96

در بخش دودانگه شهرستان ساری، هشت کیلومتری شهرمحمدآباد (مرکزبخش دودانگه)، دهستان بنافت، روستای سودکلا درمیان گورستان عمومی روستا واقع شده‌است.
به گفته اهالی در دوره سلجوقيان ، درويش علي حاجي در روستاي سودكلا با خانواده اش زندگي مي كرد كه اصليت وي ساروي بود. اين شخص شيعه دوازده امامي و القاب اوبر روي صندوق به اين عبارت (حضرت شيخ الاسلام اعظم ، قطب اولياءالله العظام ، مرشد طوايف العنام سيف الله) نوشته است . از اين القاب چنين مي نمايد كه اين شخص مرجع تقليد زمان خود و مرشد درویشان آن دوره بوده و سودكلا مركز دين آن زمان بود و تمام مردم دودانگه و اطراف آن به اين شخص اقتدا مي كردند.
اين بزرگوار در بنايي به ابعاد 5/80 در 5/80متر بيروني و 2/75در4/30 متر قسمت داخلي مدفون بوده كه از آجر و ساروچ ساخته شده‌است و به صورت چهار ضلعي كه قبلاً پوشش گنبدرك بوده كه گنبد آن دو جداره و داخل گنبد هم به صورت مدور مي باشد.
در داخل اين بنا يك صندوق چوبي مكعب مستطيل شكل كه در اطراف آن اين عبارت نوشته شده بود وجود داشت:
عمل عبادالله حاجي ابن محمد نجار فريمي - در ستون غربي صندوق عمل محمد بن يوسف سلطاني -ستون غربي با خط خوش صلوات كبير- در بالاي چهار چوب افق اضلاع غربي ، شمالي و شرقي از محمد مصطفي )ص(تا حجت بن عسكري آمده است.
سوره اخلاص با خط بسيار زيباي كوفي در ضلع جنوبي صندوق و نوشته تزئين گلدار:
اتمام شد صندوق به مدت يك سال حسين بن درويش تاج سر
در مركز بدنه ضلع جنوبي صندوق سوره مباركه كوثر با خط زيبا و عبارت عمل يوسف ابن احمد سلطاني آمده است.
دو وسط بدنه شمالي صندوق عبارت:
هو وفات حضرت شيخ الاسلام اعظم ، قطب اولياء الله العظام، مرشد طوايف الانام سيف الله في الدنيا، مال درويش علي حاجي قدس الله روحه العزيز ،
در شب دوشنبه دوازدهم جمادي الاول ، سنه ثلاث و ثلاثين و ثمانمانه )833ه-ق(اين بنا در دوره صفويه تعمير شد و در سال 1353
هجري قمري ، حدود 76 سال پيش يك بار ديگر بر اثر زلزله تخريب شد كه با اهتمام شیخ ابوالقاسم دودانگی بنا بازسازي گردید كه شعر معروف
مرحوم نادعلي طيبي به اين صورت آمده است.
در هزار و سيصدوپنجاه و سه/ شد زمين لرزه، بنا از بين رفت
  شد دودانگه باني تعمير وي/در هزار و سيصد و پنجاه و هفت

در اطراف اين بنا دو امامزاده به نام‌هاي امامزاده حسين و خضر عالم هم موچود مي باشد و يك درخت به نام ارس(سرو) كه كارشناسان عمر آن را بيش

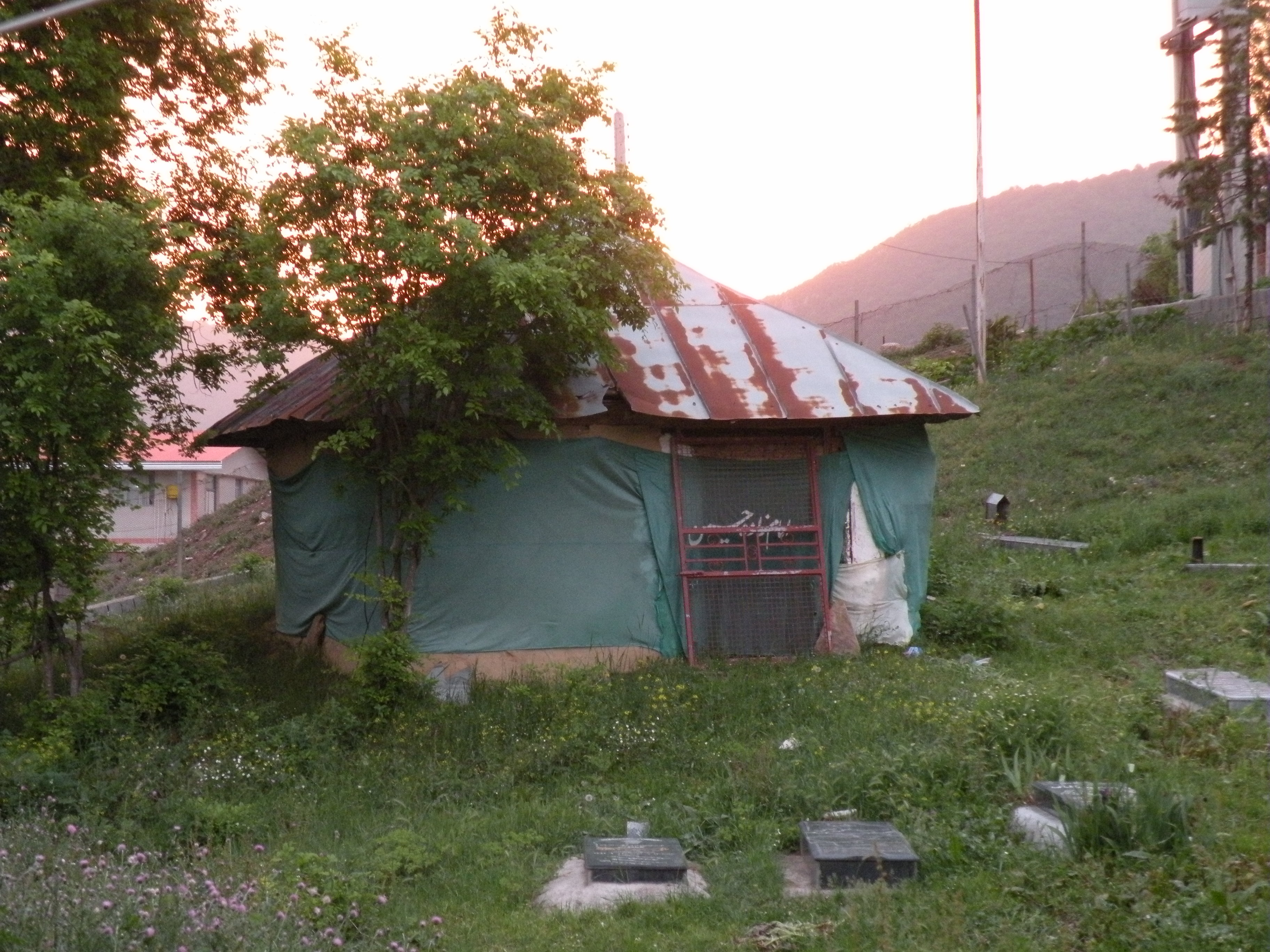
امام زاده حسین سودکلا

از 2000 سال تخمين زده‌اند نيز موجود مي باشد.
دوریش علی حاجی در بین مردم منطقه به امامزاده مشهورند.
بنای ساختمان بقعه قدیمی به شکل مربع وبرفرازآن گنبدی عرقچینی قرار دارد که بیرون آنراحلب سرکرده اند، مدخل اصلی بقعه شامل اتاق است.
که ازآن به عنوان شبستان استفاده می‌کنند و توسط دودرب تودرتوی قدیمی که متعلق به دوره قاجاریه است به حرم راه می یابد.
زمین زیارتگاه حدود ششصد مترمربع است که چند اصله درخت سرو تنومند به آن  زیبایی بخشیده است. در مقابل بقعه مزاردیگری است.
که به آن بقعه درویش می‌گویند و تمام اثر آن ازبین رفته ودورآنرا پرده کشیده‌اند..

### امامزاده حسین
در ضلع غربی قبرستان بنایی سنتی با کاهگل درست شده و داخل این بنا ضریحی چوبی و ساده قرار دارد که ایشان از فرزندان میر عماد می‌باشند که از اجداد سادات ولیک بنی هااست .

### خضر عالم

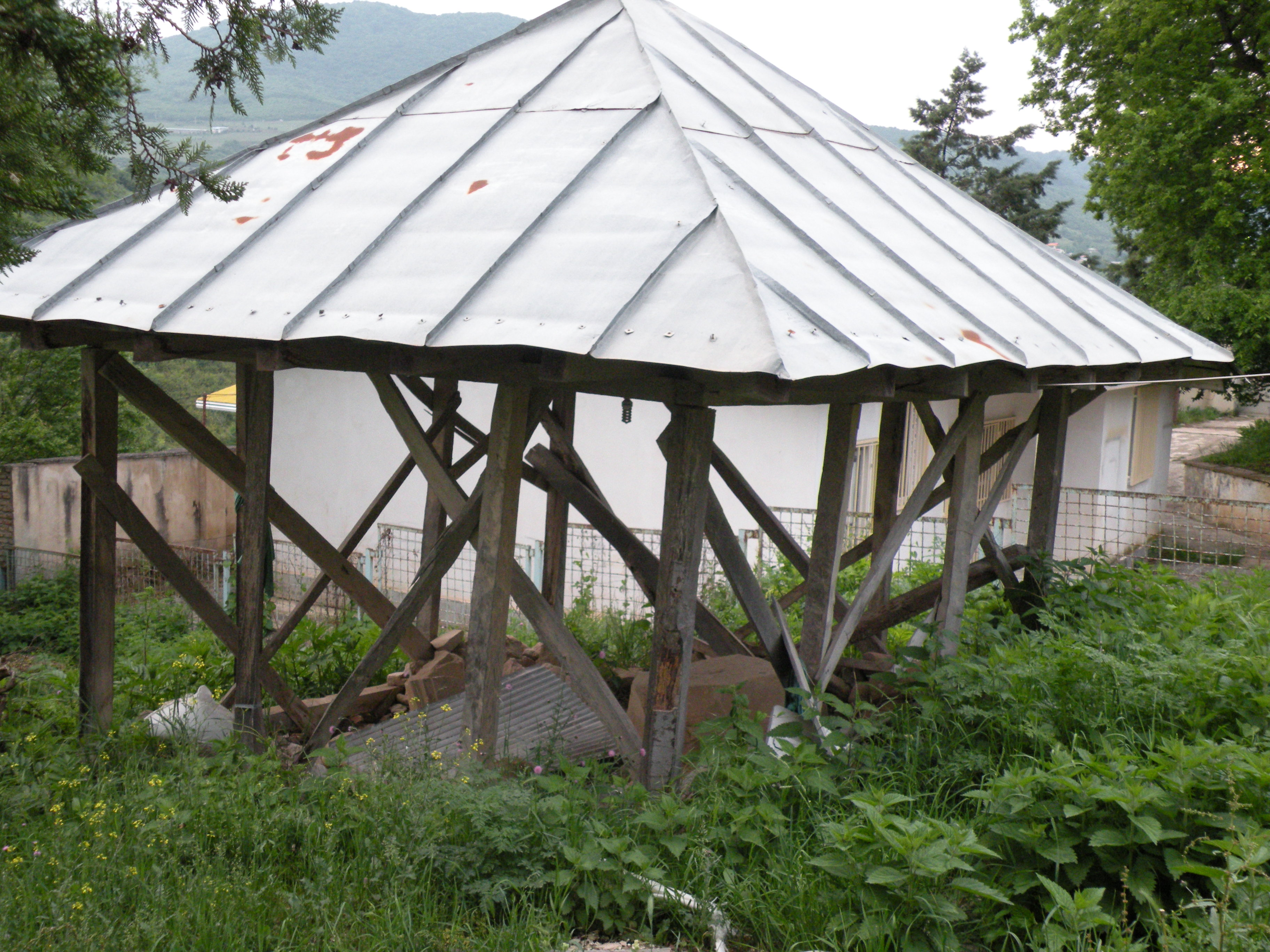
خضر عالم سودکلا ،سال 1396

این بزرگوار از عالمان عصر خود بوده و ایشان از اجداد عالمی‌های روستای ولیکچال است  چنانچه عقبه ایشان این بنای نپار مانند را که قبلا کاهگل بوده و به علت عوامل طبیعی تخریب شده بود مرمت می نمودند .
اما سنگی روی مزار آرامگاه جناب خضر عالم وجود داشت که به صورت مکعب مستطیل بوده و به وزن بیش از یک تن و به ابعاد دو متر در یک متر در هفتاد سانتی متر که در داخل یک قاب سنگی دیگر به ارتفاع چهل سانتیمتر قرار داشت و در سی سال گذشته دستخوش سوداگران گنج قرار گرفته و تخریب گردید.
همچنین عالمان بنام دیگری از حدود 200 سال پیش بنا به شواهد نسل حاضر و به استناد به اثار تاریخی و کتاب تاریخ بنافت ظهور نمودند از جمله شیخ محمد حسین و شیخ محمد می‌توان نام برد که از نجف و کربلا و نزد اساتید بزرگی مانند آخوند ملا محمد کاظم خراسانی تلمذ نمودند.

### مقبره خواهر درویش علی حاجی
نقل است در باغ کناری قبرستان سودکلا که قبلا  جزء حریم قبرستان  بود  قبر خواهر دوریش علی  وجود داشت  که یک سنگ منتظم  حکاکی شده  با خط ثلث در بالای آن قرار داشت که متأسفانه به تاراج رفته است.

### حمام تاریخی
با توجه به قدمت طولانی ساخت این حمام  و رواج  این حمام  در دوران صفویه(صفویان از سال 907 تا سال 1135 هجری قمری حکومت داشتند) می‌توان گفت این حمام به احتمال زیاد در دوران صفویه ساخته شده‌است .
در آن زمان در منطقه بنافت تنها حمام عمومی فعال  بوده و معروف است اهالی روستاهای مجاور به این حمام می آمدند. آب مصرفی حمام از طریق چاهی که در حیاط مرحوم حسین شریفی قرار داشت تأمین میشد.
ورودی حمام با  شش پله به زیرزمین می‌رفت و بعد از  عبور از  پاشور  وارد رختکن می‌شد که پنج یا شش عدد طاق  داشت. به دلیل  قرار گرفتن حمام در زیر زمین ،  روشنایی  داخل  حمام از  سه روجین  که روی طاق حمام بود وشیشه در آن  استفاده شده  بود  تأمین می‌شد.
سیستم گرمایشی  حمام  به  صورت زیر  بود:

سوخت حمام از هیزم‌هایی بود که در "تونی"  زیر دیگ (دز)   قرار میدادند  که بعد از گرم کردن دیگ از طریق کانال‌هایی که از زیر حمام رد میشد عبور و باعث گرم شدن اتاقک حمام می‌شد. آب گرم داخل دز  به خزانه انتقال و درآنجا با آب سرد ی که از سرداب می‌رسید  به دمای مطلوب می‌رسید. تأمین  هیزم حمام  با مشارکت عمومی و  سرانه   خانواری یک بار هیزم  بود.

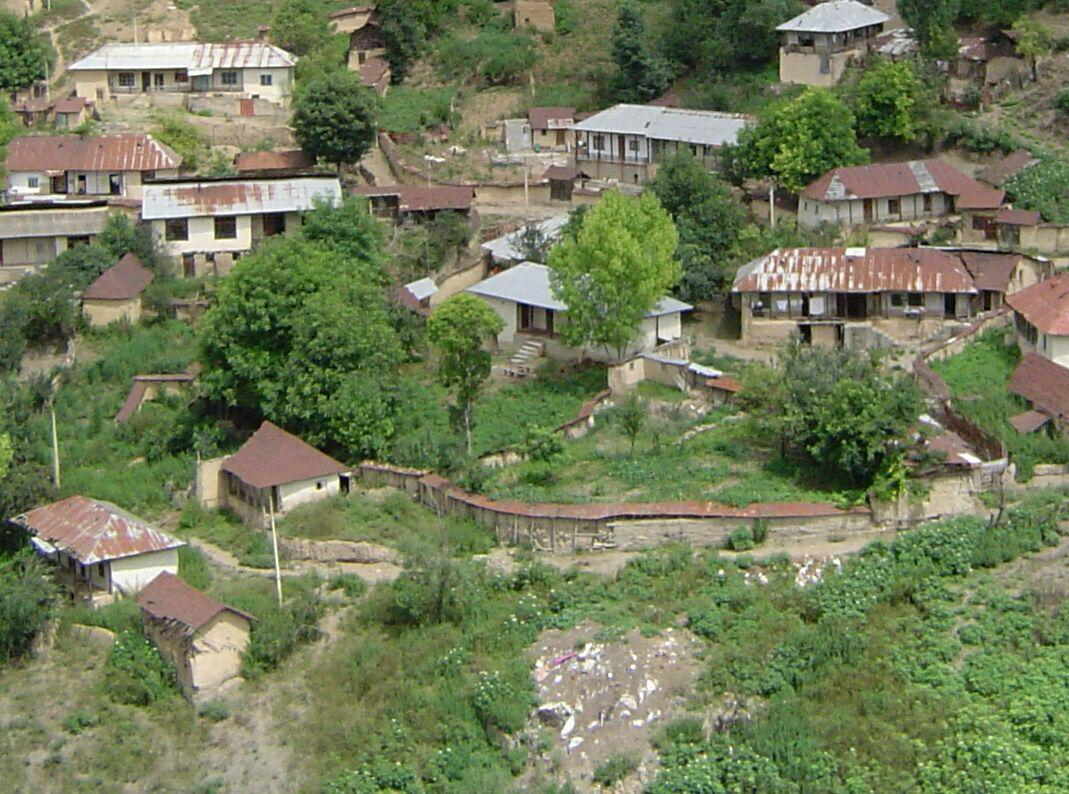
جانمایی حمام تاریخی سودکلا

این حمام چندین بار توسط زلزله خسارت هایی  به آن وارد شد  که آخرین آن، زلزله سال 1313 بوده  که مرحوم مشتی نادعلی طیبی در گزارشی از آن یاد می‌کنند.  در آن زمان بزرگ محل مرحوم شیخ ابولقاسم دودانگی بودند و تعمیرات مربوط به خسارت‌های زلزله توسط ایشان انجام  گرفت.
در  دهه چهل  برای تعمیر حمام مقرر شد هر خانواده  دو بار گچ از کلیج کلا بیاورد  و همچنین دو یا سه روز برای تعمیر آن کار کنند سنگ گچ را در کوره ای پختند و طی فرایندی  به  پودر گچ تبدیل  و  در تعمیر  حمام به کار بردند. تعمیر  حمام  توسط آقای رنجبر که به دعوت آقای محمدتقی کیایی (از خیرین و معتمد محل)  به سودکلا  آمده  بود انجام گرفت.
در دهه 50 خزانه حمام به دلایل مسائل بهداشتی برچیده و تعداد 4 عدد دوش در آن  مجهز گردید.
در حال حاضر این حمام در حال از بین رفتن است و همت اهالی را برای احیایش می طلبد.

## مشاهیر

### حسین طیبی سودکلایی

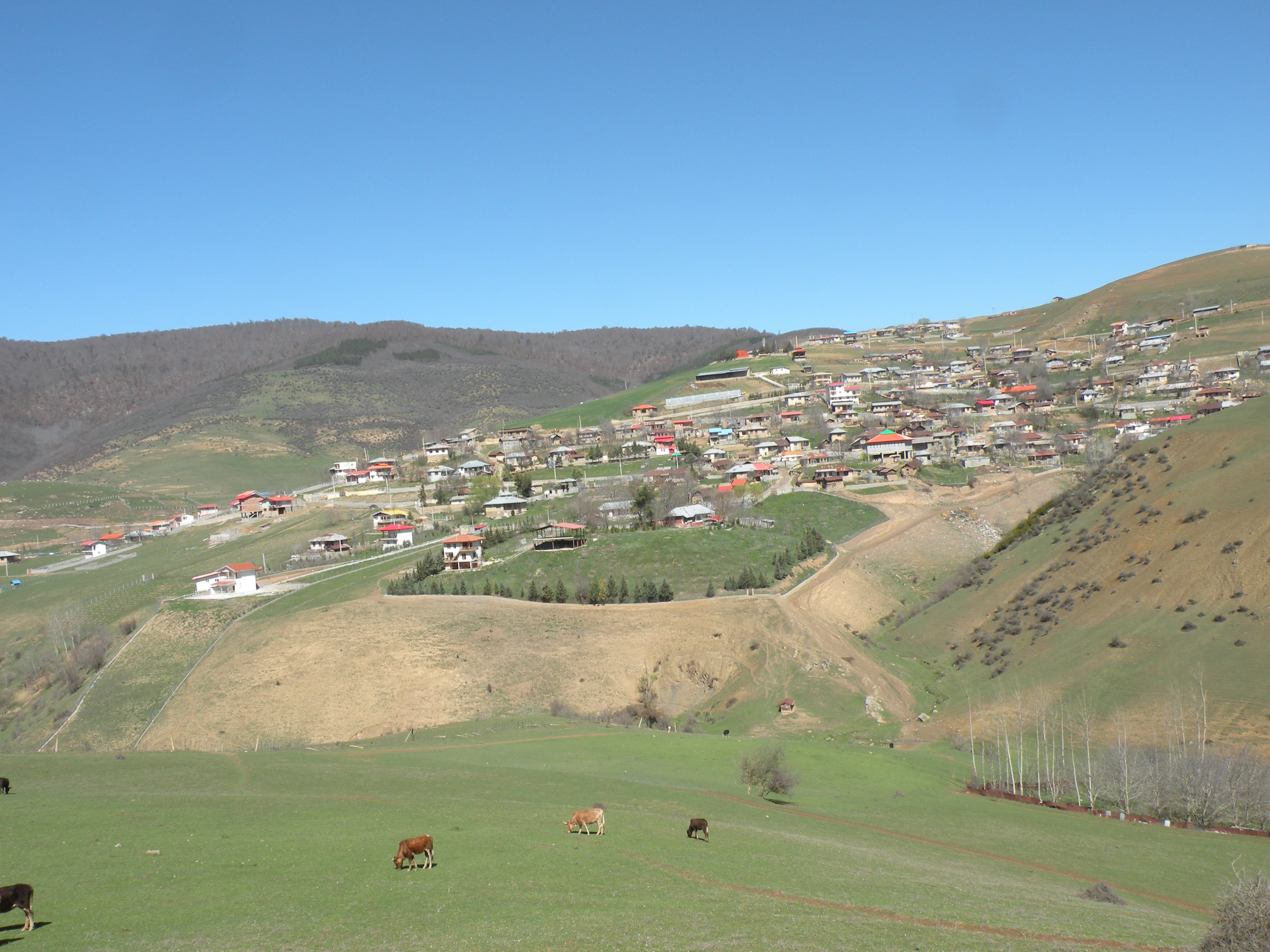
سودکلا، فروردین ۱۳۹۷

(زادهٔ ۱۲ آبان ۱۳۱۵ در سودکلا، ساری - ۶ اسفند ۱۳۹۵) خواننده، نوازنده و موسیقی‌دان مازندرانی بود. او در سومین جشنوارهٔ موسیقی فجر به عنوان نوازندهٔ برتر شناخته شد. درمرداد ماه سال ۱۳۷۰ با سازِ لَلِه‌وا در جشنواره آوینیون فرانسه و در شهریورماه همان سال در جشن هنر ایران در شهر دوسلدرف آلمان شرکت کرد.

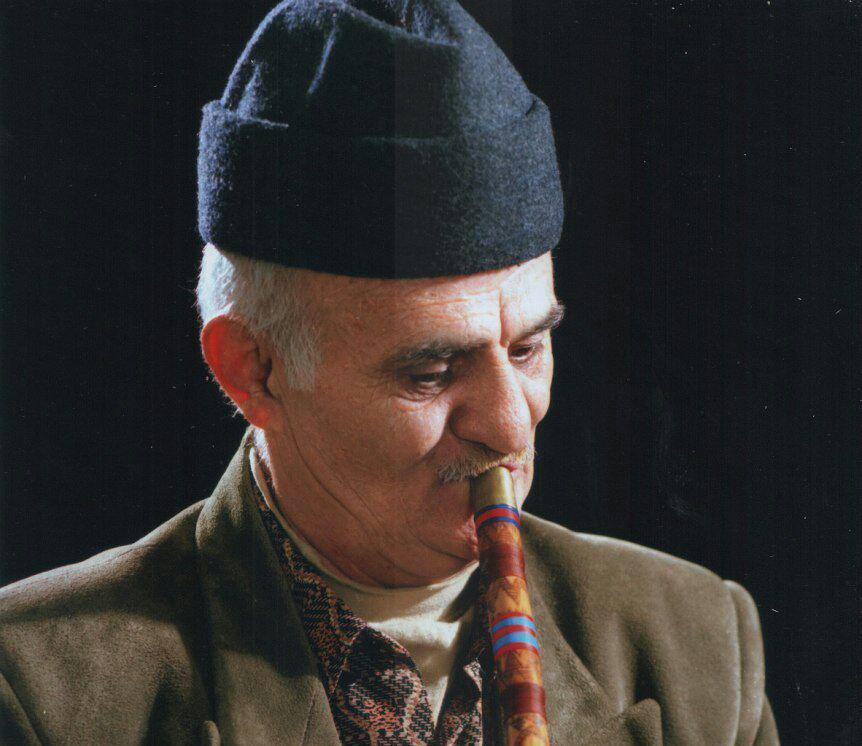
استاد حسین طیبی سودکلائی

پدرش با موسیقی مخالف بود ولی او با تشویق مادرش از ۷ سالگی آموختن موسیقی را آغاز کرد. در مکتب زادگاهش و همچنین مکتب روستای سید ابوصالح درس خواندن را شروع کرد و بدین ترتیب هنگام نام‌نویسی در دبستان روستای همسایه (سنگده) مستقیم در پایهٔ سوم پذیرفته شد. پایه‌های بعدی را در دبستان حافظ ساری گذراند و با نمرهٔ ممتاز این مقطع را به پایان رساند. با از دست دادن پدر در ۱۵ سالگی ناگزیر تحصیل را رها کرد و شغل پدر یعنی دامپروری را ادامه داد. طیبی در ۲۱ سالگی ازدواج کرد و در ۳۴ سالگی به‌عنوان نوازنده و خواننده در رادیو ساری حضور یافت. در ۳۵ سالگی با مدرک ششم دبستان به صورت کارمزدی به استخدام ادارهٔ فرهنگ و هنر در آمد و پس از ۶ سال فعالیت توانستدر پست نوازندگی مشغول شود. پیش از پیروزی انقلاب ۴ نوار منتشر کرد پس از انقلاب هم «لله وا» نخستین نواری بود که از در سال ۱۳۶۵
پخش شد. او در این اثر، قطعات ویژهٔ للِه‌وا را نواخت. قطعاتی که هم‌اکنون منبع و ماخذ لَله نوازانِ مازندران است. در همین سال‌ها با بردن جایزهٔ
جشنواره فجر به آوازهٔ خود افزود و در سراسر ایران طرفدارانی یافت.

### نادعلی طیبی سودکلا یی
مرحوم نادعلی طیبی مشهور به مشهدی علیجان شاعر ،طبیب و مداح  سودکلائی در تاریخ 1282/10/05 در روستای سودکلا به دنیا آمد، پدر ایشان محمد باقر و مادر ایشان سید زینب تقوی بود. او کودکی بسیار باهوش بوده و  در سال سال 1290به درخواست اهالی  میرزا علی اکبر تهرانی مکتب خانه ای در سودکلا دایر  و نادعلی در این مکتب   خانه  به تحصیل پرداخت و بعد از چند سال به تشویق باسوادهای محل جهت تحصیل  به حوزه علمیه سلیمان خان ساری  رفت و بعد از اتمام تحصیل به سودکلا بازگشت و مکتب خانه ای دایر کرد و شاگردانی از روستاهای سودکلا ، دادوکلا ، ولیکچال و رسکت و رجه و دهمیان و برنت در این مکتب خانه تحصیل می‌کردند. نادعلی از طریق تدریس ،طبابت و کار در دفتر ثبت ازدواج و طلاق دودانگه که در سودکلا قرار داشت ارتزاق می‌کرد و در سال 1320/11/08 بر اثر بیماری حصبه درگذشت در سودکلا دفن و در سال 1348 طبق وصیت نبش قبر شد و به مشهد منتقل و در انجا به خاک سپرده شد.
وی اشعار فراوانی پیرامون مسائل و موضوعات مختلف سروده که علی اصغری ولیکبنی این اشعار را در سه جلد مرثیه ها، دیوان اشعار  و اشعار تبری در سال 1397 به چاپ رساند

### شیخ ابوالقاسم دودانگی
شیخ ابوالقاسم دودانگی در سال 1270 خورشیدی در سودکلا متولد شد و پس از گذرندان تحصیلات مقدماتی در مکتب خانه سودکلا ، برای ادامه تحصیل نزد ملا محمد کاظم اقا مشهدی رفت و چند سال خدمت ایشان به کسب علوم پرداخت. بعد از درگذشت ملا محمد کاظم ،ایشان به مدرسه سلیمان خان ساری رفت و بعد از سال ‌ها تحصیل به عنوان استاد در این مدرسه به تدریس پرداخت.
با روی کارامدن رضا شاه  وبسته شدن درب مدارس دینی ایشان به سودکلا بازگشت و در سال 1318 مجوز تأسیس سردفتری ازدواج و طلاق دهستان‌های دودانگه را از وزیر دادگستری پهلوی اول اخذ و این دفتر را در سودکلا تأسیس کرد و تا سال 1322 این دفتر در سودکلا وجود داشت.
ایشان در تاریخ  1322/10/26 بر اثر بیماری حصبه درگذشت و در کنار مزار درویش علی حاجی به خاک سپرده شد.

### ارسلان طیبی سودکلائی
ارسلان طیبی فرزند استاد حسین طیبی سودکلائی در تاریخ 1345/10/01در روستای سودکلای دودانگهٔ ساری زاده شد.  در سال 1356کارش را به همراه استاد حسین طیبی به عنوان هنرجوی آواز محلی شروع نمود  و سپس لله وا را نزد ایشان فراگرفت و به همراه استاد در اکثر جشنواره‌های سراسری شرکت داشته‌است. وی در سال 1376 به عضویت گروه شواش به سرپرستی استاد احمد محسن پور در آمده و در اکثر آلبوم‌ها و کنسرت‌های این گروه به عنوان خواننده و نوازنده شرکت داشته و در سال 1383و 1387 به همراه گروه شواش در کشور آلمان به اجرای برنامه پرداختند و دو آلبوم مستقل به نام‌های مازنی خونش و کلک چو را منتشر کردند .
بیوگرافی گروه ماه تی تی
گروه ماه تی تی به سرپرستی ارسلان طیبی در سال 1382 فعالیت هنری خود را آغاز نموده است و در همایش‌های گوناگونی به اجرای برنامه پرداختند و تا کنون یک اثر به نام کلک چو را منتشر کرده‌اند.
هنرمندان گروه ماه تی تی : ارسلان طیبی ( خواننده، لله وا )، فریدون طیبی ( نقاره )، بهشاد طیبی ( دو تار ) علی باکویی ( دوتار )

## میراث طبیعی
در جوار بنای درویش علی حاجی سودکلا  يك درخت به نام ارس(سرو) كه كارشناسان عمر آن را بيش از 2000 سال تخمين زده‌اند نيز موجود مي باشد.

## ورزش
روستای سودکلا دارای تیم فوتبال و فوتسال  در دو ردهٔ جوانان و پیشکسوتان است و  در مسابقات فوتبال جام بنافت ، فوتسال یادواره شهدا شرکت میکنند.

## نگارخانه
|  |  |  |
|  |  |  |
|  |  |  |

منابع
1. ↑  «نتایج سرشماری ایران در سال ۱۳۹۵». درگاه ملی آمار. بایگانی‌شده از اصلی (اکسل) در ۲۰ شهریور ۱۴۰۲.
2. ↑  «درویش علی سودکلا». http://emamzadegan.ir. بایگانی‌شده از اصلی در ۲۶ دسامبر ۲۰۱۸. دریافت‌شده در ۲۶ دسامبر ۲۰۱۸. پیوند خارجی در |وبگاه= وجود دارد (کمک)
3. ↑  «امام زاده حسین سودکلا». بایگانی‌شده از اصلی در ۲۶ دسامبر ۲۰۱۸. دریافت‌شده در ۲۶ دسامبر ۲۰۱۸.
4. 1 2 3  طیبی، نادعلی (۱۳۹۶). کتاب دیوان اشعار نادعلی طیبی. ساری: کلک واژه. صص. ۱۸. شابک ۹۷۸-۶۰۰-۹۶۳۳۹-۹-۹.
5. ↑  طیبی، نادعلی (۱۳۹۶). نوحه ها  و مراثی عاشورایی. ساری: کلک واژه. صص. ۱. شابک ۹۷۸-۶۰۰-۹۶۳۳۹-۸-۲.
6. ↑  «Image_1.jpg». dx.doi.org. دریافت‌شده در ۲۰۱۸-۱۲-۲۶.
7. ↑  «بیوگرافی هنری استاد ارسلان طیبی». بایگانی‌شده از اصلی در ۲۹ دسامبر ۲۰۱۸. دریافت‌شده در ۲۸ دسامبر ۲۰۱۸.
8. ↑  «بیوگرافی استاد ارسلان طیبی سودکلائی».